# Bauer Cup 1999
Il Bauer Cup 1999 è stato un torneo di tennis facente parte della categoria ATP Challenger Series nell'ambito dell'ATP Challenger Series 1999. Il torneo si è giocato a Eckental in Germania dal 18 al 24 ottobre 1999 su campi in sintetico indoor.

## Vincitori

### Singolare
George Bastl ha battuto in finale  Petr Luxa con il punteggio di 7–6, 4–6, 6–4

### Doppio
Petr Pála /  Pavel Vízner hanno battuto in finale  Steven Randjelovic /  Lovro Zovko con il punteggio di 6–4, 6–3